# Verneuil (Schauspieler)
Achille Varlet de Verneuil, kurz nur Verneuil (* 25. November 1636; † 26. August 1709 in Paris), war ein französischer Schauspieler.
Verneuil war der Bruder des Schauspielers La Grange. Vom Lande kommend spielte er ab 1668 am Théâtre du Marais und nach Molières Tod, im Jahr 1673, am Théâtre Guénégaud. So war er auch Gründungsmitglied der Comédie-Française und erhielt ein Festengagement. Ab 1680 war er Sociétaire de la Comédie-Française.
Er setzte sich 1684, mit der üblichen Pension von 1000 Livre, zur Ruhe. Nach seinem Tod wurde er auf dem Friedhof von Saint-André beigesetzt.
Verneuille spielte keine großen Rollen, sondern blieb eher im Hintergrund. Wohl auch, weil er lediglich, aus Rücksicht auf seinen Bruder, das Engagement bekam. Seine Stimmlage war Bass und er wirkte beispielsweise in Andromede und Circé von Pierre Corneille oder in Raymond Poissons Les fous divertissants mit.

## Einzelnachweis
1. ↑  Brockhaus: Allgemeines Enzyklopädie der Wissenschaften und Künste, 1865, A–G, S. 41, (Digitalisat), abgerufen am 16. Februar 2021.

| Personendaten    | Personendaten                                    |
| ---------------- | ------------------------------------------------ |
| NAME             | Verneuil                                         |
| ALTERNATIVNAMEN  | Varlet de Verneuil, Achille (vollständiger Name) |
| KURZBESCHREIBUNG | französischer Schauspieler                       |
| GEBURTSDATUM     | 25. November 1636                                |
| STERBEDATUM      | 26. August 1709                                  |
| STERBEORT        | Paris                                            |